# コフスハーバー・インターナショナル・スタジアム
コフスハーバー・インターナショナル・スタジアム（Coffs Harbour International Stadium）は、オーストラリアのニューサウスウェールズ州コフスハーバーにある多目的スタジアム。外食産業C.exグループによる命名権により「C.ex Coffs International Stadium（シーエクス・コフス・インターナショナル・スタジアム）」ともいう。

## 概要
1994年6月にオープンした。スタンド3,000席を含め、約10,000人を収容可能。オーストラリアンフットボール、ラグビーリーグ、サッカー、ラグビーユニオン、クリケット、タッチフットボールなどで使用される。  
オーストラリアンフットボールの「AFLノースコースト・リーグ」決勝戦とグランドファイナルや、「タッチフットボール・オーストラリア」全国大会が、毎年ここで開催されている。
2001年4月11日には、サッカーのオーストラリア対アメリカ領サモア戦で、FIFAワールドカップ予選史上、最多得点（31対0）を記録した。
過去最多収容イベントは、2013年2月16日に行われたラグビーリーグのRabbitohs対Knightsの試合で、10,838人。
2025年4月には、U23ラグビー日本代表が、オーストラリアンバーバリアンズおよびU20ラグビーオーストラリア代表と対戦した。